# Main One
Il cavo Main One è un cavo per telecomunicazioni sottomarino che parte dal Portogallo al Sudafrica con settori lungo la tratta che giace sui paesi dell'Africa Occidentale.

## Punti via terra

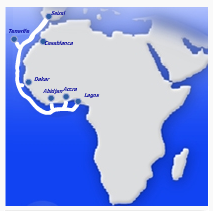
Fase 1

Il Main One è composto dai seguenti punti a terra operativi dal luglio del 2010:
- Seixal, Portogallo
- Accra, Ghana
- Lagos, Nigeria

Punti di terra pianificati per la seconda fase:
- Casablanca, Marocco
- Tenerife, Isole Canarie
- Dakar, Senegal
- Abidjan, Costa d'Avorio
- Bonny, Nigeria
- Libreville, Gabon
- Boma, Repubblica Democratica del Congo
- Luanda, Angola
- Città del Capo, Sudafrica
- Swakopmund, Namibia